# Hassan Ngeze
Hassan Ngeze (25 de dezembro de 1957) é um jornalista ruandês e criminoso de guerra condenado à prisão perpétua pelo Tribunal Penal Internacional para o Ruanda. Ngeze era proprietário da revista Kangura, fundada em 1990, que propagava o sentimento anti-tutsi, e superioridade hutu. Ele também foi membro fundador da Coalizão para a Defesa da República (CDR), um partido político ruandês ligado ao movimento Hutu Power, que foi um dos perpetradores do Genocídio de Ruanda.
Ngeze publicou em seu jornal o texto "Dez Mandamentos Hutu", na edição de dezembro de 1990, que serviu como referência ideológica para os supremacistas hutu. Durante o genocídio, Ngeze atuou como organizador da milícia Impuzamugambi e teria supervisionado pessoalmente e participado de torturas, estupros em massa e assassinatos de tutsis.

## Biografia

### Infância
Ngeze nasceu na comuna de Rubavu, província de Gisenyi, em Ruanda. Ele é muçulmano, de etnia hutu. Além de trabalhar como jornalista em 1978, Ngeze supostamente também era motorista de ônibus. Em 1990, ele não tinha estudado ou experiência em jornalismo.

### Kangura, os "Dez Mandamentos Hutu" e RTLM
Ngeze era o editor-chefe da revista bimestral Kangura, que inicialmente pretendia ser uma alternativa de oposição ao popular jornal antigovernamental Kanguka. A revista era financiado por membros do alto escalão do partido do ditador hutu Juvénal Habyarimana, do partido Movimento Republicano Nacional por Democracia e Desenvolvimento (MRND). Ngeze e sua revista tinham extensos vínculos com a Akazu, através de uma rede de oficiais que cercavam o presidente e sua esposa; esse grupo incluía apoiadores do Hutu Pawer e perpetradores e idealizadores do genocídio de Ruanda.
Em dezembro de 1990, Ngeze publicou os Dez Mandamentos Hutu (também chamados de Dez Mandamentos do Bahutu), na Kangura. O texto fazia comentários depreciativos sobre os tutsis em geral e as mulheres tutsi em particular. Com os Dez Mandamentos Hutu, Ngeze reviveu, revisou e reconciliou o mito Hamitic, no qual os Tutsis eram considerados pelos europeus como uma "raça Hamitic" superior às populações "Negroid" da África Subsaariana, com base em suas características faciais mais caucasianas; a ideia de que os tutsis eram invasores estrangeiros e, portanto, não deveriam fazer parte do país de maioria hutu. Esta foi a retórica da revolução hutu para promover uma doutrina de pureza militante hutu. Os "Dez Mandamentos Hutu" foram essenciais para criar e espalhar o sentimento anti-Tutsi entre os hutus ruandeses.
Em 1993, Ngeze tornou-se acionista e correspondente da recém-fundada Radio Télévision Libre des Mille Collines (RTLM).

### Genocídio
Durante o genocídio de Ruanda, Ngeze forneceu à RTLM nomes de pessoas a serem mortas em sua província, sendo a informação propagada pelo canal. Ele foi entrevistado pela RTLM e pela Rádio Ruanda diversas vezes entre abril e junho de 1994, e nessas transmissões pediu o extermínio dos tutsis e hutus que eram oposição ao governo. A Kangura também publicou listas de pessoas a serem mortas pelos militares e pelas milícias Interahamwe e Impuzamugambi, durante o genocídio.

### Julgamento e Prisão
Ngeze fugiu de Ruanda em junho de 1994, quando o país passou a ser governado pela Frente Patriótica de Ruanda (RPF). Ele foi preso em Mombaça, no Quênia, em 18 de julho de 1997, e foi condenado à prisão perpétua em 2003, pelo Tribunal Penal Internacional para Ruanda (TPIR).
Em 2007, a Câmara de Apelações do TPIR  alterou sua sentença de prisão perpétua para 35 anos de prisão. Algumas acusações foram revertidas, mas as acusações de "auxílio e cumplicidade na prática de genocídio no distrito de Gisenyi; incitação direta e pública à cometer genocídio por meio da publicação de artigos em sua revista, Kangura, em 1994; ajuda e cumplicidade no extermínio como crime contra a humanidade no distrito de Gisenyi", foram mantidas.
Em 3 de dezembro de 2008, ele foi enviado para Mali, onde cumpre sua pena de prisão.